# Józef Pawlak
Józef Pawlak (ur. 29 czerwca 1949 w Karnicach, zm. 26 lutego 2012) – polski polityk i samorządowiec, ekonomista, rolnik, poseł na Sejm I kadencji.

## Życiorys
Posiadał wykształcenie wyższe w zakresie ekonomii przemysłu. Wcześniej (w 1965) ukończył Technikum Rolnicze w Wojsławicach. Prowadził indywidualne gospodarstwo rolne. Pracował w firmie J&S Energy. Pełnił funkcję wiceprzewodniczącego Krajowego Związku Rolników, Kółek i Organizacji Rolniczych. Był także wiceprezesem Dolnośląskiego Regionalnego Stowarzyszenia „Obszary Wiejskie”.
W latach 1991–1993 był posłem I kadencji wybranym w okręgu jeleniogórsko-legnickim z listy komitetu Polskie Stronnictwo Ludowe-Sojusz Programowy. W trakcie kadencji przeszedł do koła poselskiego Partii Emerytów i Rencistów „Nadzieja”.
W 1993 został skazany na karę 2 lat pozbawienia wolności z warunkowym zawieszeniem jej wykonania na pięcioletni okres próby w związku ze sprawą dotyczącą oszustw przy pośrednictwie pracy w Stanach Zjednoczonych. Skazanie uległo zatarciu.
W wyborach w 2001 kandydował do Sejmu z listy PSL. Później wstąpił do Samoobrony RP i wszedł do jej władz regionalnych. Bez powodzenia startował z listy tej partii w wyborach parlamentarnych w 2005 (otrzymał 2838 głosów). W latach 2005–2007 pełnił funkcję asystenta posła Huberta Costy.
W 2006 z ramienia Samoobrony RP zasiadł w Sejmiku Województwa Dolnośląskiego. W 2008 odszedł z tej partii i powrócił do klubu radnych PSL. W 2010 został wiceprzewodniczącym sejmiku. W wyborach samorządowych w tym samym roku bez powodzenia ubiegał się o reelekcję do sejmiku z listy PSL.
Pochowany na cmentarzu komunalnym w Legnicy (B3 / F / 10).

## Życie prywatne
Był żonaty, miał dwoje dzieci.

## Odznaczenia
W 2010, za wybitne zasługi dla rozwoju wsi i rolnictwa, za działalność na rzecz społeczności lokalnej, został odznaczony przez prezydenta Bronisława Komorowskiego Krzyżem Oficerskim Orderu Odrodzenia Polski.